# Melanotaenia pygmaea
Melanotaenia pygmaea é uma espécie de peixe da família Melanotaeniidae.
É endémica da Austrália.